# Autòpsia

La lliçó d'anatomia del doctor Nicolaes Tulp de Rembrandt

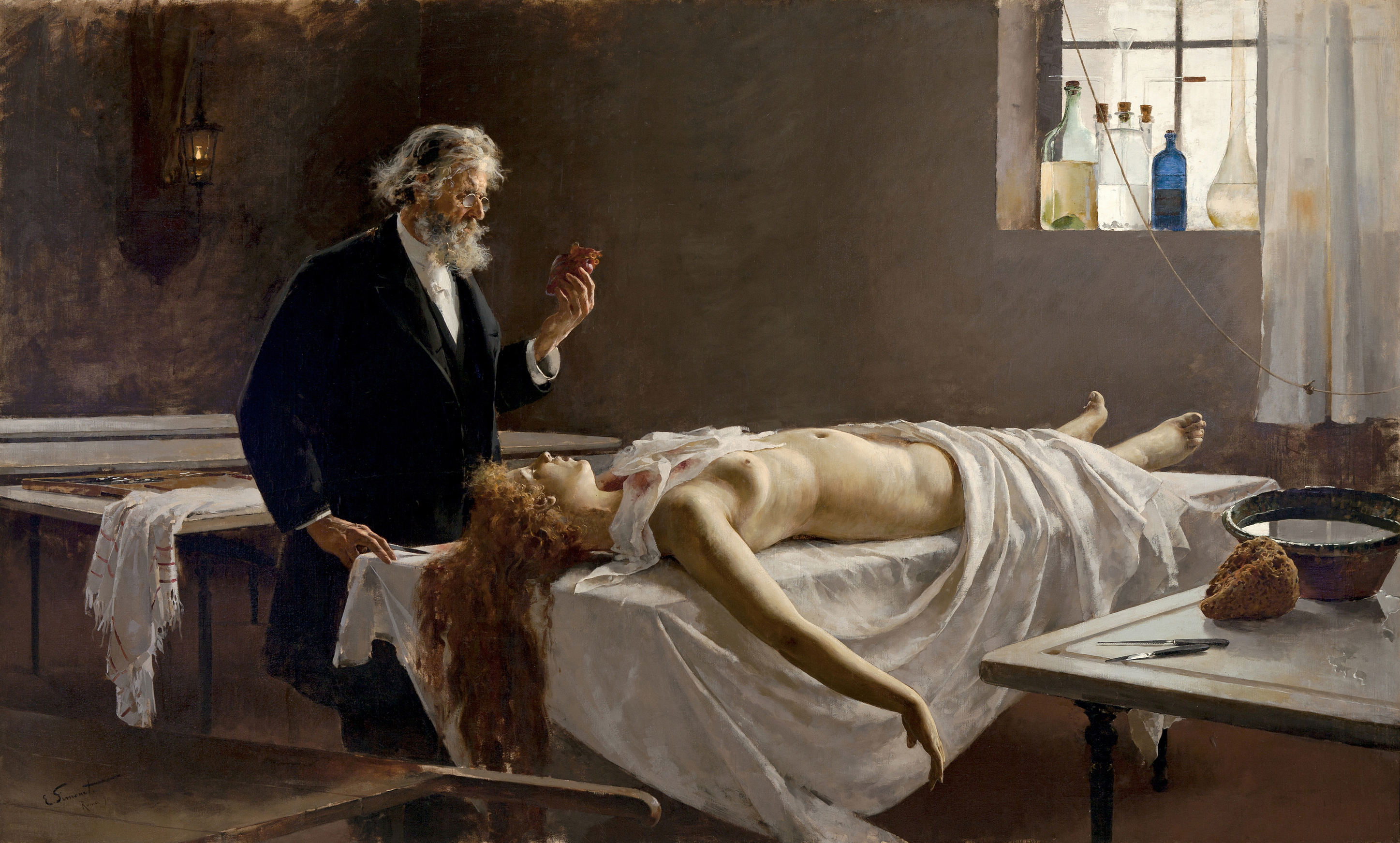
L'autòpsia d'Enric Simonet i Lombardo

Una autòpsia, també anomenada examinació post mortem i obducció o necròpsia (en medicina veterinària), és un procediment mèdic que empra la dissecció, amb la finalitat d'obtenir informació anatòmica sobre la causa, naturalesa, extensió i complicacions de la malaltia que va patir en vida el subjecte autopsiat i que permet formular un diagnòstic mèdic final o definitiu per a donar una explicació de les observacions clíniques dubtoses i avaluar un tractament donat. Usualment és portada a terme per un metge especialista denominat patòleg.
Ha de ressaltar que la paraula necròpsia difereix d'autòpsia, l'autòpsia és realitzada per un individu en la seva mateixa espècie mentre que la necròpsia es realitza en un cadàver de diferent espècie a la de l'individu que la realitzi.

## Etimologia
El terme autòpsia deriva de l'grec, αὐτός /autós/ 'un mateix' i ὂψις /opsis/ 'observar', significa per tant veure a un mateix. Necròpsia també deriva del grec, de "veure un cadàver".

## Importància

### En medicina
- El desenvolupament de nous procediments diagnòstics amb tecnologies noves cada vegada més sofisticades han conduït a una millora substancial en el diagnòstic clínic, però malgrat aquestes noves tecnologies, l'autòpsia es manté com l'instrument més fiable per al diagnòstic mèdic,[5] ja que aproximadament el 25% dels diagnòstics de causa de mort són errats.[6]
- Ajuda a corregir aproximadament un terç dels certificats de mort, ja que són incorrectes.[7][8]
- Estudis recents van comprovar que aproximadament el 32% de la major part de tots els diagnòstics primaris realitzats als hospitals són errats, i són corroborats després per l'autòpsia.[9]

## Tipus
Hi ha dos tipus d'autòpsies:

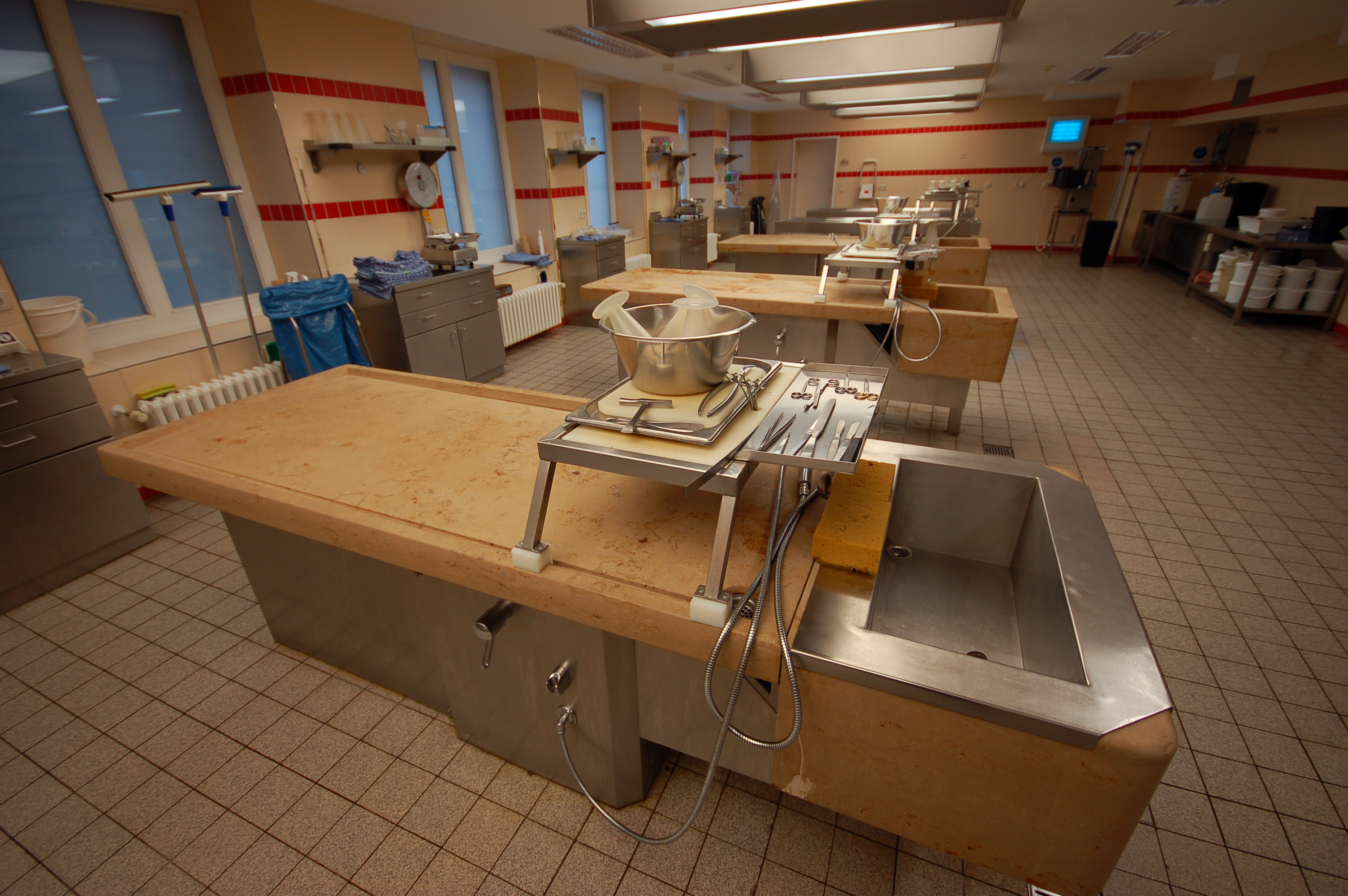
Sala Autòpsia d'Charité Berlín.

- Autòpsia Forense: és realitzada per raons medicolegals, i és de la que normalment es parla en programes de televisió o a les notícies. La realitzen els metges especialitzats en Medicina Legal i Forense. És sol·licitada pel jutge davant de qualsevol mort sospitosa de criminalitat i no pot ser rebutjada pels familiars.[10]

- Autòpsia Clínica: és generalment realitzada per determinar no només la causa de la mort, que en molts casos és coneguda, sinó tots els processos patològics que afectaven a l'individu. Té propòsits d'estudi i investigació. És duta a terme per metges especialitzats en Anatomia Patològica. És sol·licitada pels facultatius que van atendre al pacient i ha de ser autoritzada pels familiars.

Dos grans investigadors en medicina del segle xix, Rudolf Virchow i Carl von Rokitansky, qui van realitzar 30.000 autòpsies, van treballar sobre les bases de l'herència renaixentista per forjar les dues distintives tècniques d'autòpsia que encara porten els seus noms. La seva demostració de la relació entre manifestacions patològiques en cadàvers i símptomes i malalties en éssers vius va obrir el camí per a una diferent forma de pensar sobre les malalties i els seus tractaments.

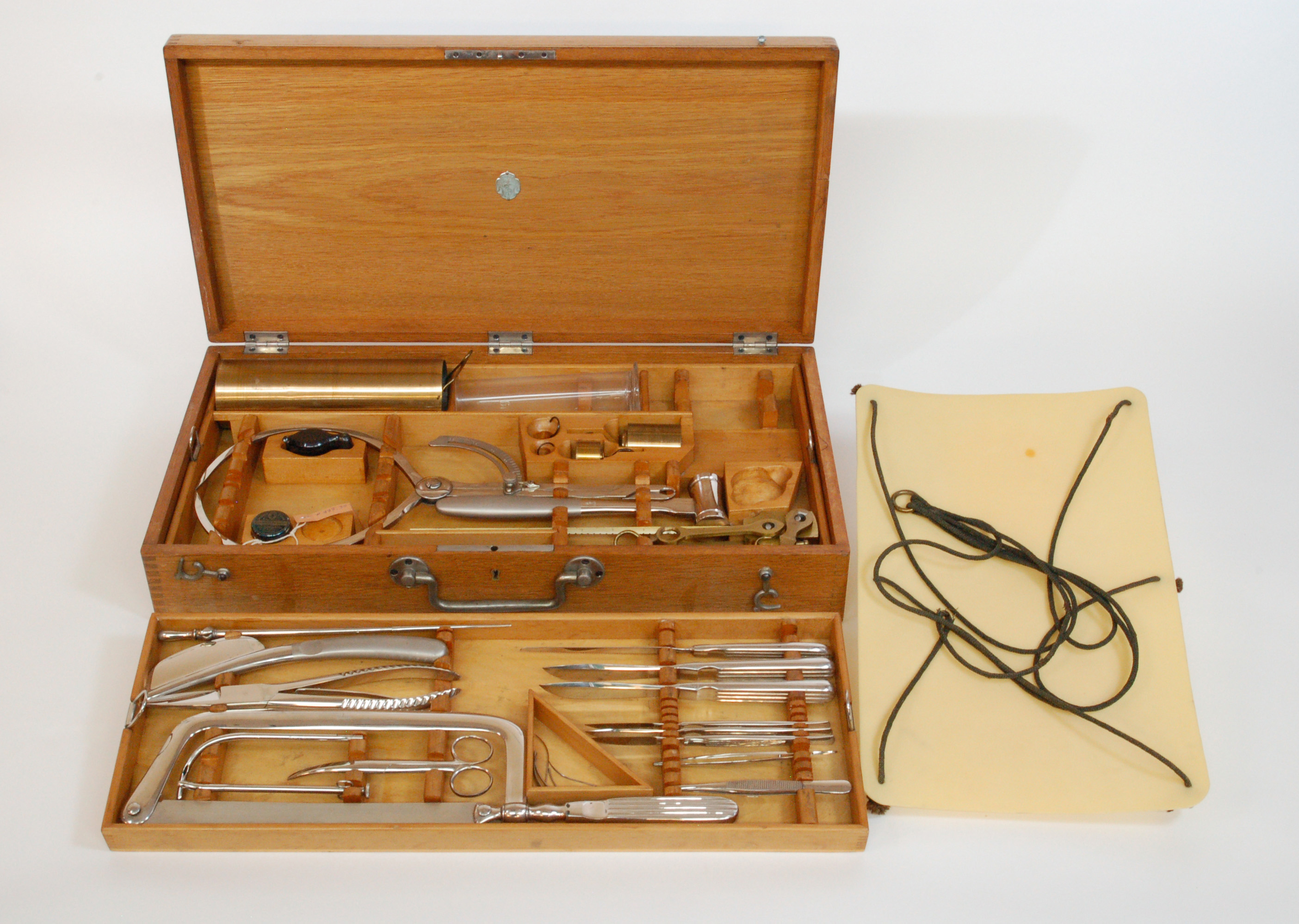
Instrumental per realitzar autòpsies de principis del.

En un sentit més ampli -entesa com a examen minuciós- existeixen altres tipus d'autòpsia:
- Autòpsia psicològica: és la reconstrucció de la vida de la persona morta, emfatitzant aspectes com estil de vida, personalitat, estrès recent, malaltia mental i comunicació d'idees de mort, a través d'informació recollida mitjançant l'entrevista a persones properes i la revisió de documents (Robins ER i col, 1959).

- Autòpsia històrica: és la investigació medico-legal de les causes i les circumstàncies d'una mort amb interès històric, que es sustenta en la interpretació crítica, harmònica, jerarquitzada i objectiva del conjunt de la informació aportada per documents i testimonis, quan no es va tenir accés directe al cadàver o les restes òssies.[11]

## Altres animals (necròpsia)

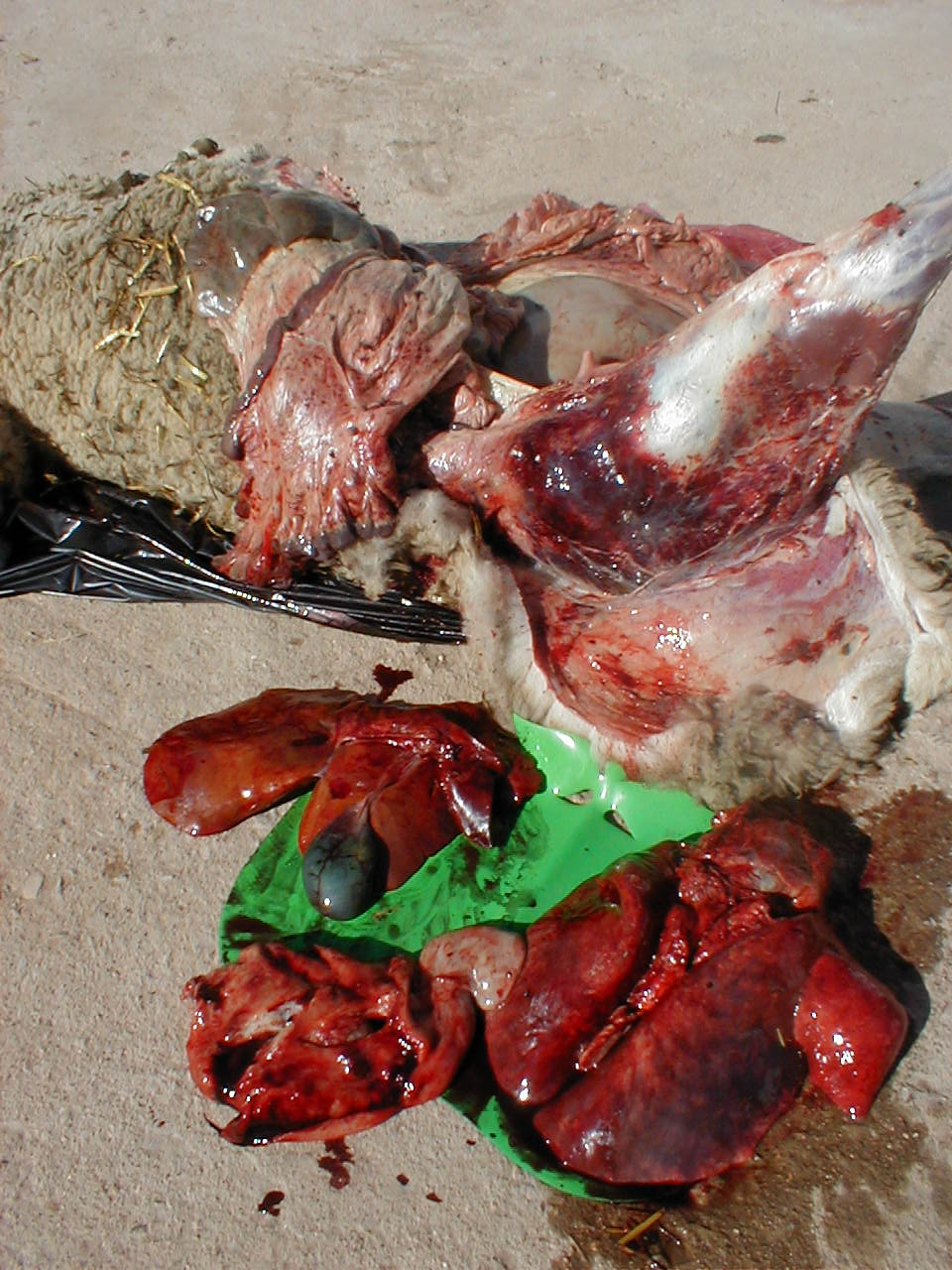
Un examen post mortem de camp d'una ovella.

Un examen post mortem, o necròpsia, és molt més comú en medicina veterinària que en medicina humana. Per a moltes espècies que presenten pocs símptomes externs (ovelles), o que no són adequades per a un examen clínic detallat (aus de corral, ocells de gàbia, animals del zoo), és un mètode comú utilitzat pels metges veterinaris per arribar a un diagnòstic. La necròpsia s'utilitza principalment com una autòpsia per determinar la causa de la mort. S'examina tot el cos a nivell visual i es recullen mostres per a anàlisis addicionals.